# إيسي ناكاجيما فاران
إيسي ناكاجيما مورغان فاران (بالإنجليزية: Issey Morgan Nakajima-Farran)‏ (مواليد 16 مايو 1984 في كالغاري) لاعب كرة قدم كندي دولي يجيد اللعب في خط الوسط . يلعب حاليا لصالح نادي هورسينز الدنماركي منذ 2009 .

## روابط خارجية
- إيسي ناكاجيما فاران على موقع الاتحاد الدولي (مؤرشف)  (الإنجليزية)
- إيسي ناكاجيما فاران على موقع الدوري الأمريكي (الإنجليزية)
- إيسي ناكاجيما فاران على موقع قاعدة بيانات كرة القدم.إي يو (الإنجليزية)
- إيسي ناكاجيما فاران على موقع ناشيونال فوتبول تيمز (الإنجليزية)
- إيسي ناكاجيما فاران على موقع Soccerway.com (الإنجليزية)
- إيسي ناكاجيما فاران على موقع عالم كرة القدم.نت (الإنجليزية)